# Erica albescens
Erica albescens är en ljungväxtart som beskrevs av Johann Friedrich Klotzsch och George Bentham. Erica albescens ingår i släktet klockljungssläktet, och familjen ljungväxter. Utöver nominatformen finns också underarten E. a. erecta.